# Konokareha
Konokareha este un gen de molii din familia Lymantriinae.